# Dino Marsan
Dino Marsan (Ferrara, 28 aprile 1955) è un illustratore e artista italiano.
È considerato uno dei maggiori illustratori italiani di fantascienza.

## Biografia
All'età di 17 anni inizia a interessarsi di fotografia e fumetti.
Esordisce negli anni settanta con la Edifumetto realizzando una decina di storie.
Si dedica poi all'illustrazione di fantascienza disegnando dal 1982 copertine per case editrici italiane come: Editrice Nord, Armenia Edizioni e Peruzzo Editore di Milano, Fanucci di Roma, Solfanelli di Chieti ed Elara libri di Bologna. Per case editrici straniere come: Bastei e Knaur (Germania), J'ai lu (Francia) e DAW (Stati Uniti). Nel 1983 realizza l'illustrazione per la scatola de I Signori del Caos, gioco di ruolo fantasy edito da Black Out, casa editrice modenese. Nel 1990, sempre per la Black Out, realizza le illustrazioni della scatola e delle carte di Holocaust, gioco di ruolo in ambiente post atomico. Alla fine degli anni 80 si dedica anche all'illustrazione di libri gialli per le case editrici Garden Editoriale di Milano e Compagnia del Giallo di Roma.
Successivamente ha collaborato con le case discografiche BMG Ariola, EMI, Full Time e altre etichette minori. Nel 1988 ha realizzato, per la EMI Italiana, l'illustrazione di copertina dell'ottavo album di Claudio Lolli dal titolo Claudio Lolli (album).  Ha realizzato, per la Pubbliteam di Ferrara, la grafica di vari filmati istituzionali e spot pubblicitari.
A partire dall'anno 2000 partecipa a numerose mostre collettive e personali.
Nel 2005 ha fondato l'associazione culturale IMPULSEART alla quale aderirono 1200 artisti e nella cui galleria virtuale erano presenti oltre 5000 opere. Dopo 10 anni di attività nel dicembre del 2015 IMPULSESART ha cessato l'attività.
Nel 2014 partecipa alla realizzazione del video istituzionale In volo con l'ippogrifo realizzando le grafiche 3D e le riprese con drone in collaborazione con Alessandro Bersanetti suo socio. Il progetto venne commissionato dalla Provincia di Ferrara nell'ambito del programma HerMan (Management of Cultural Heritage in the Central Europe Area) allo scopo di valorizzare il patrimonio culturale della città Estense attraverso un viaggio che toccava tutti i musei della città e della sua provincia.
Nel 2016 ha curato la regia e le scenografie dello spettacolo teatrale Mosaico d'Amore. Nello stesso anno ha realizza un fumetto in grafica 3D con la prima avventura di MAIALIK, personaggio di sua invenzione. Al progetto ha collaborato l'amico e socio Alessandro Bersanetti. Maialik e la salama che uccide è il titolo del fumetto pubblicato da Este Edition di Ferrara.
Nel 2017 realizza il progetto grafico "Il cart ad Fràra" dedicato a Ferrara, sua città natale.
Nel 2020, con il video "Last Memories" entra nella rosa dei 17 finalisti al Concorso Nazionale  Ferrara Film Corto 2020 dal titolo "Climatechange" indetto da Ferrara Film Commission.
Nel 2021 Marsan porta a termine la sua autobiografia illustrata in cui ha raccolto 50 anni di esperienze creative. Il volume di 520 pagine a colori, viene pubblicato nel settembre del medesimo anno e porta il titolo de: "L'Ideografo" (Istinto Creativo).
All'inizio del mese di marzo 2022, edito da Tiemme Edizioni Digitali, viene pubblicato l'ebook fotografico "Ferrara B/N", dove l'autore ha raccolto 30 immagini rigorosamente in bianco e nero di Ferrara, sua città natale.
Nel marzo del 2022 Marsan pubblica il libro/fumetto: "L'Antivirus" (sia in versione cartacea che ebook) nel quale sono racchiuse decine di vignette ispirate e realizzate durante il lungo periodo dell'emergenza sanitara proclamata a causa del Covid-19. La prefazione della pubblicazione è stata scritta dal filosofo Diego Fusaro.
A partire dal secondo trimestre del 2022 Marsan intraprende una collaborazione con Tiemme Edizioni Digitali (Casa Editrice di e-book), per la quale realizza illustrazioni, elaborate principalmente in modellazione 3D, utilizzate come immagini di copertina per diverse pubblicazioni. 
Nei primi mesi del 2023 Marsan inizia l'approccio con l'innovativa Intelligenza Artificiale abbinata all'illustrazione ed alla elaborazione fotografica digitale. Frutto di una ricerca approfondita sulla materia e diverse sperimentazioni sono i primi due e-book facenti parte della trilogia dal titolo: "Dark Side of Women" pubblicati da Tiemme Edizioni Digitali. 
Tra l'Agosto ed il Settembre del 2023, sempre grazie al sodalizio con l'Intelligenza Artificiale applicata alla personale creatività, Marsan crea un ricco portfolio d'immagini che lo riportano alla sua principale passione: La Fantascienza. Per divulgare ufficialmente la parte migliore di questa ultima produzione illustrata Marsan decide di pubblicare, in versione cartacea, alcuni volumi di una collana dal titolo: "FANTAMONDO" con la prefazione di Giovanni Mongini. I primi tre volumi, editi da Youcanprint, escono tra il settembre e il dicembre del 2023 mentre, il quarto, nel febbraio del 2024.Sempre nel mese di febbraio 2024, la Edizioni Scudo pubblica un portfolio dal titolo I Mondi alieni di Dino Marsan, una raccolta di 70 illustrazioni passate e recenti realizzate da Marsan con diverse tecniche (tradizionali e digitali). Nei mesi successivi escono gli ultimi due volumi della collana FANTAMONDO a chiusura della serie. Fantamondo Vol. 5 - Characters viene pubblicato il 28 maggio 2024 mentre il 25 luglio 2024 esce Fantamondo Vol.6 - Tecnorganica la cui presentazione è stata curata da Marco Gulinelli Assessore alla Cultura del Comune di Ferrara.  
Negli ultimi mesi del 2023 a Marsan viene proposto di diventare l'autore ufficiale delle copertine di una nuova fanzine di fantascienza intitolata IL MAGAZZION DEI MONDI curata da Matteo Ciccone. Dall'ottobre del 2023 fino al dicembre 2024, i primi cinque numeri della rivista a scadenza trimestrale vedranno in copertina illustrazioni digitali di Marsan.  
Nell'agosto 2024 Marsan realizza la cover per il romanzo di fantascienza scritto da Manuela Morandi dal titolo Atlantide e la nuova Regina, Edizione Scudo, ISBN 979-8336149555. Nel gennaio 2025 l'autore Claudio Fochi commissiona a Marsan la realizzazione della cover per il suo nuovo romanzo   Spinadrix,  Youcanprint, ISBN 9791222785547
Sempre nel gennaio del 2025 Marsan realizza il progetto grafico della copertina e del libretto interno per "Un'altra mano di carte", il secondo album della band ferrarese di rock progressivo Limite Acque Sicure.  
Nel giugno del 2025 Marsan pubblica un nuvo libro illustrato, realizzato sempre con l'ausilio dell'Intelligenza Artificiale, intitolato Ghost Book edito da Youcanprint, ISBN 9791224014157. In questo progetto editoriale l'autore presenta 100 illustrazioni impaginate come ipotetiche copertine di romanzi. A ciascuna illustrazione è abbinato un incipit tradotto in tre lingue: italiano, inglese e francese.  

## Opere
- Marsan, Dino (foto) (2005) Futuria: immagini e parole senza confini, Ferrara, Associazione culturale Ferrara pro Art, ISBN n.d.
- Marsan, Dino (foto) (2007) Alle porte di Ferrara, Ferrara Este edition, ISBN 9788889537572
- Roversi, Riccardo; Marsan, Dino (foto) (2008) Ferrara inter nos: guida minima di Ferrara, Ferrara Este edition, ISBN 9788889537602
- Marsan, Dino (foto) (2009) I volti del mercato. Ferrara anni 70, Ferrara Este edition, ISBN 9788889537954
- Marsan, Dino; Milani, Umberto (a cura di) (2010) Impulsi di gloria, Ferrara Este edition, ISBN 9788896604373
- Marsan, Dino (foto) (2013) Ferrara nell'occhio del gigante, Ferrara Este edition, ISBN 9788867040971
- Marsan, Dino; Bersanetti Alessandro (fumetto) (2016) Maialik. La salama che uccide, Ferrara Este edition, ISBN 9788867041640
- Marsan, Dino (autobiografia illustrata) (2021) L'Ideografo - Istinto Creativo, Ferrara, Youcanprint, ISBN 9791220353793
- Marsan, Dino (libro/fumetto) (2022) L'Antivirus, Ferrara.  Youcanprint, ISBN  9791220395434
- Marsan, Dino (libro digitale fotografico) (2022) Ferrara B/N, Tiemme Edizioni Digitali, ISBN 9791221306545
- Marsan, Dino (libro digitale illustrato) (2022) Il Destino: Lo Zodiaco. L'Oroscopo. L'Astrologia , Tiemme Edizioni Digitali, ISBN 9791222021980
- Marsan, Dino (libro digitale illustrato) (Giugno 2023) Dark Side of Women (uno di tre), Tiemme Edizioni Digitali, ISBN 9791222414812
- Marsan, Dino (libro digitale illustrato) (Settembre 2023) Dark Side of Women (due di tre), Tiemme Edizioni Digitali, ISBN 9791222447520
- Marsan, Dino (libro illustrato) (Settembre 2023) Fantamondo Vol.1,  Youcanprin, ISBN  9791221490831
- Marsan, Dino (libro illustrato) (Ottobre 2023) Fantamondo Vol.2,  Youcanprin, ISBN 9791222701486
- Marsan, Dino (libro illustrato) (Dicembre 2023) Fantamondo Vol.3,  Youcanprin, ISBN 9791222713014
- Marsan, Dino (libro illustrato) (Febbraio 2024) Fantamondo Vol.4,  Youcanprin, ISBN 9791222730431
- Marsan, Dino (libro illustrato) (Febbraio 2024) I Mondi Alieni di Dino Marsan, Edizioni Scudo, ISBN 979-8878313674
- Marsan, Dino (libro illustrato) (Giugno 2025) Ghost Book, Youcanprint, ISBN 9791224014157

## Riconoscimenti
- 1982 - Premio Amatrix - Miglior artista
- 1982 - Premio Italia - Miglior artista, secondo classificato
- 1993 - Pixel Art Expò Roma - Immagine 3D - Secondo classificato
- 1993 - Pixel Art Expò Roma - Animazione 2D - Terzo classificato
- 1994 - Pixel Art Expò Roma - Animazione su videotape - Primo classificato
- 1995 - Pixel Art Expò Roma - Animazione - Terzo classificato
- 1997 - Immaginando 97 Grosseto - Rassegna internazionale di computer grafica - Secondo classificato
- 2008 - Premio Italia - Miglior artista, vincitore[2]
- 2014 - Premio Giornalistico Camera di Commercio Ferrara - Terzo classificato